# 鶴瓶の1/10女子マラソン
『鶴瓶の1/10女子マラソン』（つるべのじゅうぶんのいちじょしマラソン）は、1988年4月2日から1989年3月25日まで関西テレビで放送されていた女性視聴者参加型のスポーツ番組。松竹芸能制作。全47回放送。

## 概要
本来42.195kmのマラソンを女性出場者向けに距離を10分の1の4.2195kmとし、近畿各地の大型公園などにコースを設定して競わせた。通常のマラソンでは4km程度であれば給水などは行わないが、この番組では万全を期すため、途中に給水ポイントが設けられていた。
司会の笑福亭鶴瓶もランナーとして出場した。放送期間中、鶴瓶はリタイヤすること無く完走し（ただし、体調不良で出場できなかったことが1度ある）、ほぼベスト10内の順位を死守するなどの好成績を残している。
番組のラストでは毎回、参加者の紹介も兼ねて優勝者から順に全参加者のランキングを公表していた（途中棄権者も含む）。

## 放送時間
- 土曜 14:00 - 14:30 （1988年4月2日 - 1989年3月25日）

## 出演者

### 司会
- 笑福亭鶴瓶 - 本名の駿河学名義で番組の企画も担当した。

### 実況
- 杉山一雄（当時関西テレビアナウンサー） - 前期での実況を担当。
- 山本浩之（同上） - 後期での実況を担当。

### コース紹介
- 福井敏雄 - コンディション・リポーターとして前期に出演。
- 笑福亭達瓶 - 後期に出演。
- 笑福亭瓶太 - 後期に出演。

## エピソード
宝塚市大会（第10回）には鶴瓶の長女が出場し、完走した（7位）。また、長男・太郎も出場したが、急遽の出場でゼッケンを着けずに走っていたところ、鶴瓶の長男が出場しているという事情を知らないコース係員から注意（番組の趣旨からマラソン参加は女性限定であったため）を受けて泣き出し、他の出場者に励まされてゴールするというハプニングがあった。なお、この回には鶴瓶夫人の姿も数秒映っている。
最終回直前の大阪城公園大会（第46回）には、太郎が前述の宝塚市大会でちゃんとゴールできなかったことから再び出場。このときにはゼッケンを着用して完走をし、宝塚市大会でのリベンジを果たした（5位）。
最終回は沖縄県のオクマビーチで行われた。出場者のために2泊3日のツアーが組まれ、当初の募集定員は50名だったが、最終的には100名が参加した。
基本的には出場者は公募していたが、バスガイド、タレントの卵、女子高校生、銀行員、ダイハツ工業の従業員など身分で出場資格が限定されたこともある。
総出場者は2,291名であった。